# Pedro Duque Cornejo
Pedro Duque Cornejo (Sevilla, 1678 - Córdoba, 1757) fue un escultor, pintor, grabador y arquitecto de retablos barroco de la escuela sevillana, discípulo de Pedro Roldán. Su larga vida le permitió desplegar una intensa actividad artística entre Sevilla, Granada y Córdoba, alcanzando una posición preeminente en el contexto del Barroco del siglo XVIII en España. Llegó a ser distinguido con el título de escultor de cámara de la reina Isabel de Farnesio y gozó del patrocinio de importantes prelados, cabildos catedralicios, nobles y poderosas órdenes religiosas como cartujos y jesuitas.
Su obra, partiendo de la tradición de los grandes maestros sevillanos del siglo XVII, se distingue por su extraordinaria inventiva y por su versatilidad, pues trabajó por igual la talla en madera y en piedra, suministró modelos en barro para plateros, pintó al óleo, grabó al aguafuerte y fue un prolífico dibujante. Sus esculturas, acabadas con una técnica de blando modelado, poseen un estilo dinámico y vibrante, perfectamente distinguible por la riqueza de efectos de claroscuro, la ampulosidad del plegado de paños y el gusto por las expresiones dulces y amables. Muchas están realizadas para ser expuestas en los marcos ilusorios de sus retablos, donde los fondos de perspectiva, el juego de planos y espacios, armonizan fielmente con su plástica en movimiento. 

## Biografía

### Sevilla: primera etapa (1678-1716)
Duque Cornejo nació en Sevilla en una fecha cercana al 15 de agosto de 1678, cuando fue bautizado en la parroquia de San Julián. Su formación tuvo lugar en un ambiente privilegiado, como miembro de una reputada familia de artistas sevillanos. Era hijo del escultor José Felipe Duque Cornejo y de la pintora Francisca Roldán, nieto del escultor Pedro Roldán y sobrino de Luisa Roldán, quien alcanzaría el título de escultora de cámara de los reyes Carlos II y Felipe V. En 1709 se desposó con Isabel de Arteaga en la parroquia de San Juan de la Palma. De este matrimonio nacerían diez hijos.
Sus primeras obras fueron realizadas en colaboración con su padre, como las esculturas del retablo de la capilla de Nuestra Señora de la Soledad en la iglesia de Santa María de la Mota de Marchena (1699-1704). Paralelamente desarrollaba su faceta como grabador, como documenta la existencia de algunos aguafuertes firmados y fechados en los primeros años del siglo XVIII. El primer gran encargo de Duque Cornejo llegó en 1706, cuando se asoció al arquitecto de retablos zamorano Jerónimo Balbás para ejecutar el desaparecido retablo mayor de parroquia del Sagrario hispalense. El escultor se ocupó de realizar el programa figurativo de este monumental retablo, en colaboración con otros artífices, como José Montes de Oca. La compañía entre Duque Cornejo y Jerónimo Balbás volvió a reanudarse en 1711, cuando ambos contrataron el retablo mayor del oratorio de San Felipe Neri de Sevilla. Tras la desaparición del oratorio en el siglo XIX, el retablo pasó a la iglesia del antiguo convento de San Antonio de Padua y las esculturas se repartieron por diferentes templos de la ciudad. A esta etapa también pertenecen algunos trabajos menores, como el sagrario y la pareja de cartelas que realizó en 1716 para la hermandad sacramental de la parroquia de San Bernardo.

### Granada (1713-1719)

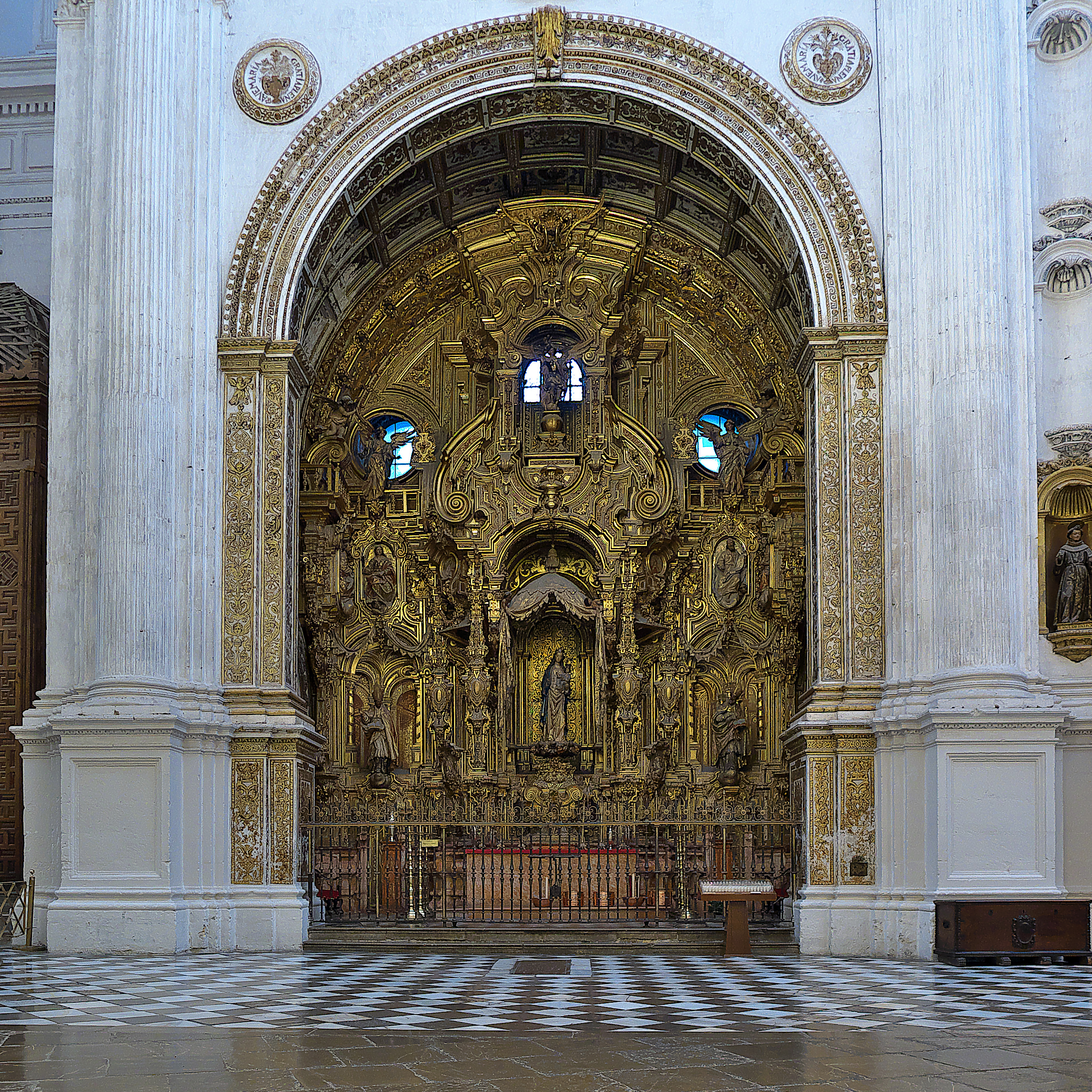
Retablo de Nuestra Señora de la Antigua. Catedral de Granada

Entre 1713 y 1719 se documentan diversas estancias de Duque Cornejo en Granada, ciudad a la que acabó trasladando su residencia entre 1716 y 1719. En este tiempo realizó el grupo de catorce esculturas para la parroquia de Nuestra Señora de las Angustias, por encargo de la hermandad de la Esclavitud. En ellas representó al Salvador, a la Virgen y a los doce Apóstoles. Son figuras de tamaño mayor que el natural, de arrogantes ademanes, de ágiles composiciones y de magistrales interpretaciones del plegado de sus paños volados, que en su nervioso movimiento, borran en parte la gravidez del volumen. En 1716 contrató, por encargo del arzobispo Martín de Ascargorta, la realización de un nuevo retablo para la capilla de Nuestra Señora de la Antigua de la catedral granadina, que estuvo terminado en 1718. Valientes juegos de transparentes, ricos y ornados estípites, brillos de oro, entrecortadas cornisas y movida planta, hacen de esta obra uno de los más interesantes ejemplos del retablo barroco andaluz.

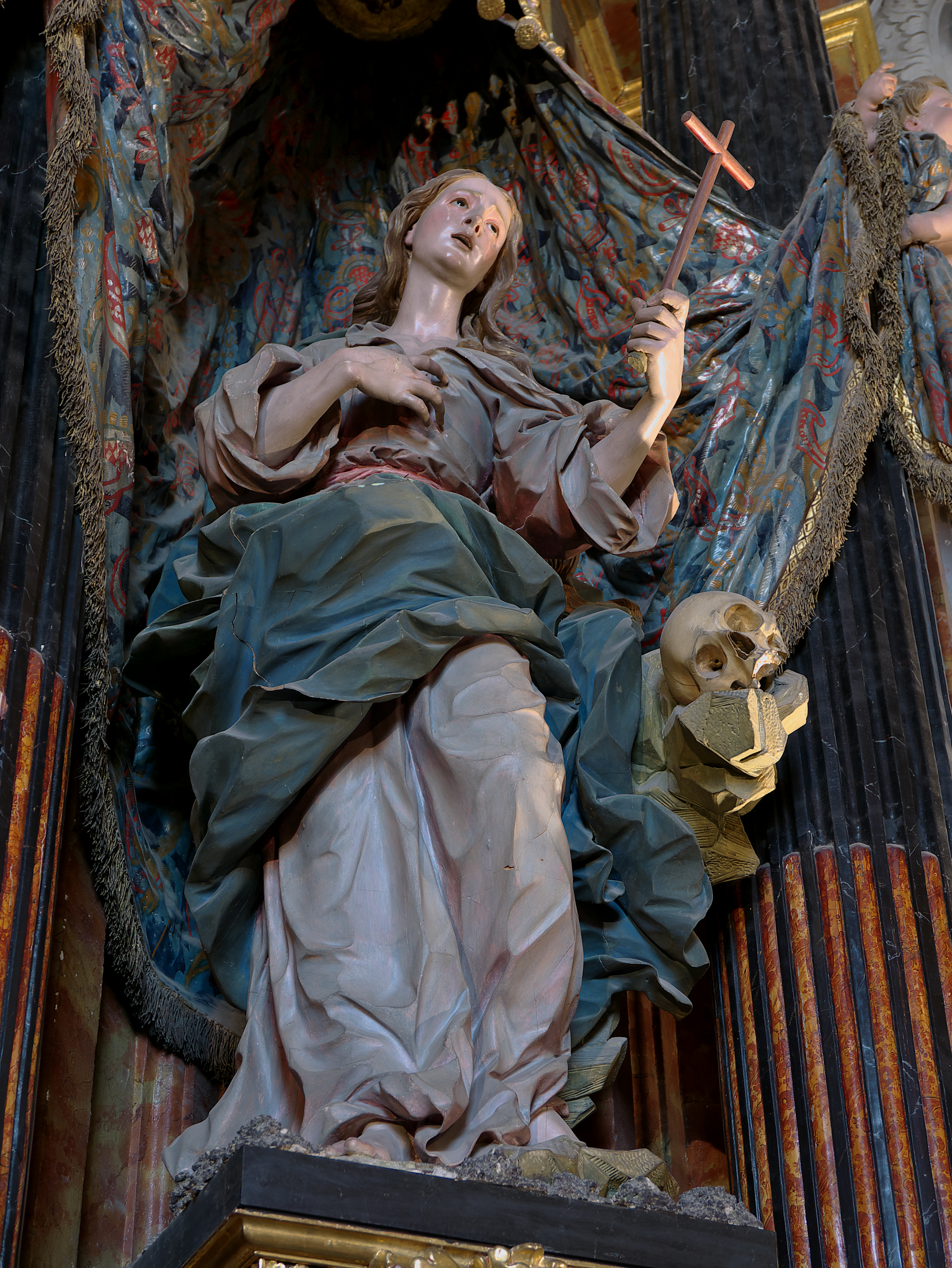
Magdalena penitente. Cartuja de Granada

En esta etapa granadina, Duque Cornejo colaboró en varios proyectos del arquitecto Francisco Hurtado. Por encargo suyo realizó las esculturas pétreas y en madera dorada de los púlpitos de la catedral de Granada, al igual que las esculturas alegóricas que decoran el tabernáculo y los frentes de la capilla del Sagrario de la Cartuja. Para uno de los ángulos de esta capilla sacramental realizó la imagen de la Magdalena penitente, una de sus esculturas más logradas, que expresa con pleno acierto y con desbordante profundidad el dolor y llanto de su arrepentimiento. Su mirada se clava en la cruz que sostiene en su mano izquierda. Todo en esta figura es movimiento y expresión. Para las capillas laterales del Sagrario también realizó las esculturas de la Inmaculada y la Magdalena, de tamaño inferior al natural.

### Sevilla: segunda etapa (1719-1747)
Duque Cornejo consolidó su trayectoria tras su regreso a Sevilla en el verano de 1719. En esta larga etapa realizó algunas de sus mejores obras y se convirtió en el escultor predilecto de las élites sevillanas, encontrando en el arzobispo Luis de Salcedo y Azcona uno de sus principales valedores. En 1724 se asoció al arquitecto de retablos Luis de Vílchez para realizar las cajas de los órganos de la catedral hispalense, ocupándose de tallar el nutrido elenco de ángeles, alegorías y santos que pululan por estos muebles. Un año más tarde, marchó a la Cartuja de Santa María del Paular, cerca de Rascafría (Madrid), para contratar la ejecución de las numerosas esculturas de santos, ángeles y alegorías que decoran la capilla del Sagrario y el Transparente, edificados por Francisco Hurtado, constituyendo uno de los mayores logros de su carrera. A estos años también pertenecen importantes esculturas realizadas para Sevilla, como el San José y el San Antonio de la capilla del Real Colegio Seminario de San Telmo, obra de 1725 o las Santas Justa y Rufina de la colegiata del Salvador (1728), veneradas desde 1901 en la catedral.

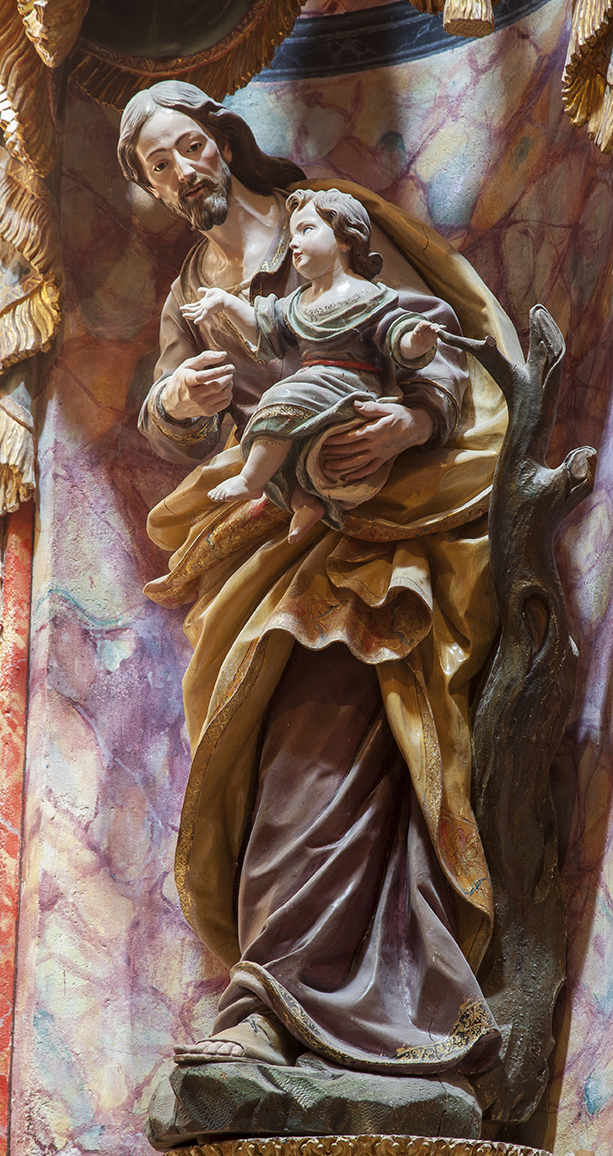
San José. Cartuja de Santa María del Paular

En esta etapa, el escultor estrechó sus contactos con la Compañía de Jesús. Por lo que respecta a la ciudad de Sevilla, en 1721 realizó la colosal escultura de la Virgen con el Niño, conocida como la "Gran Madre", para la iglesia del colegio de San Hermenegildo (hoy conservada en la iglesia del Sagrado Corazón), y en 1727 se encargó de diseñar el altar efímero que se montó en el presbiterio de la iglesia de la Casa Profesa para celebrar la doble canonización de san Estanislao Kostka y san Luis Gonzaga, aunque sus trabajos más significativos los realizó para el noviciado de San Luis de los Franceses, situado a escasos metros de su casa taller. Para este establecimiento jesuítico realizó el original retablo de la Capilla Doméstica y en torno a 1730 diseñó un homogéneo conjunto de siete retablos para la iglesia pública. Para los retablos colaterales realizó las esculturas de San Francisco de Borja y San Estanislao de Kostka -cuyos dibujos preparatorios se conservan en el Metropolitan Musem of Art- y para los retablos menores de los machones hizo las esculturas de San Luis Gonzaga, San Juan Francisco Regis y el grupo de la Aparición de la Virgen con el Niño a san Ignacio en la cueva de Manresa.

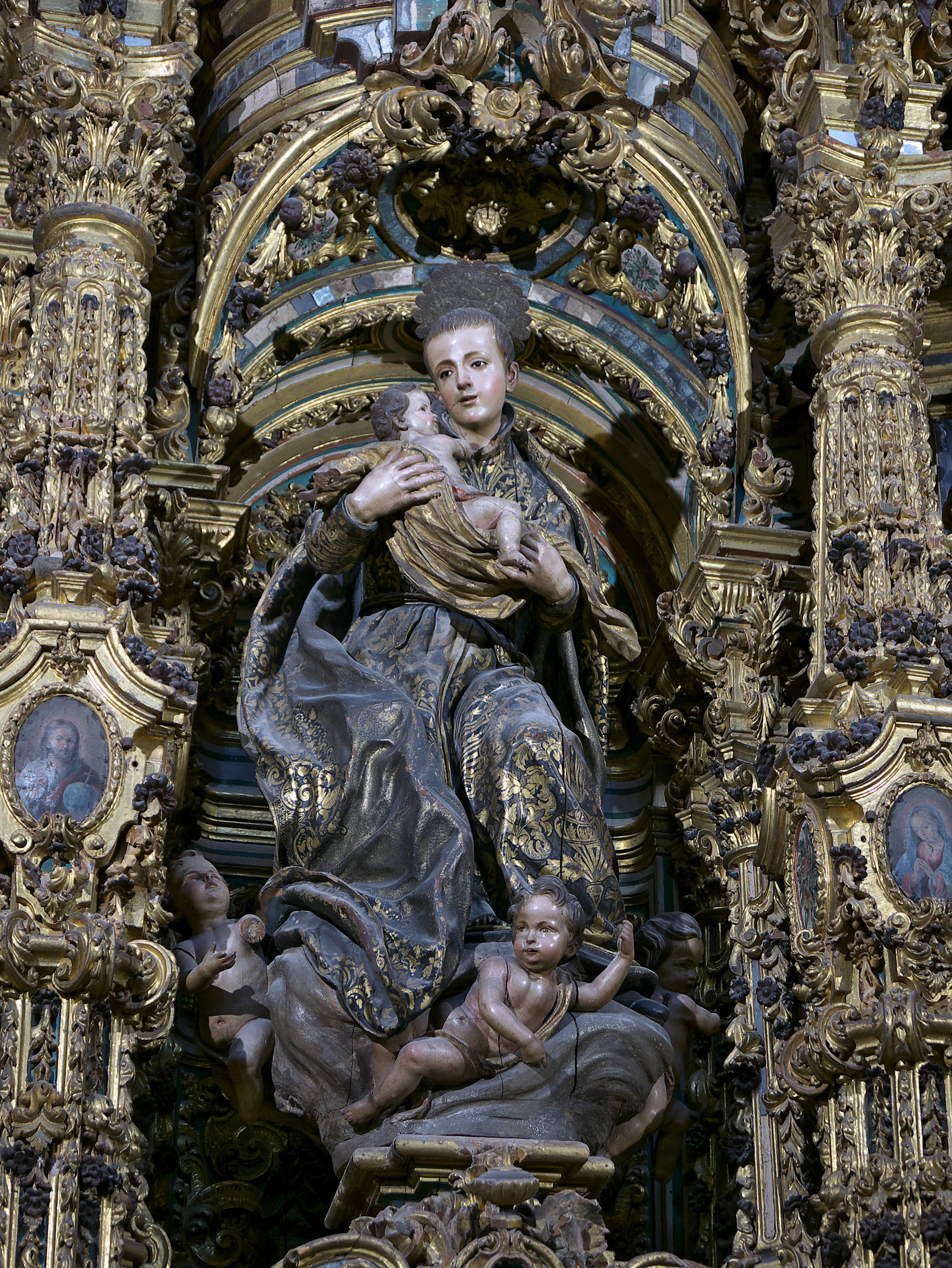
San Estanislao Kostka. Iglesia de san Luis de los Franceses, Sevilla

Los jesuitas también encargaron a Duque Cornejo importantes obras para otras casas de la provincia Bética, como la Inmaculada que esculpió en 1719 para el colegio de San Teodomiro de Carmona, las esculturas del retablo mayor de la iglesia del colegio de Santa Catalina de Córdoba (1724), el San Francisco de Borja de la iglesia del colegio de Las Palmas de Gran Canaria (1732), la Asunción de la capilla del colegio de la Asunción -actual IES Luis de Góngora- de Córdoba (1731-1733), o la Inmaculada, sin fechar, que preside el retablo de la antigua iglesia de la Compañía de Cádiz.

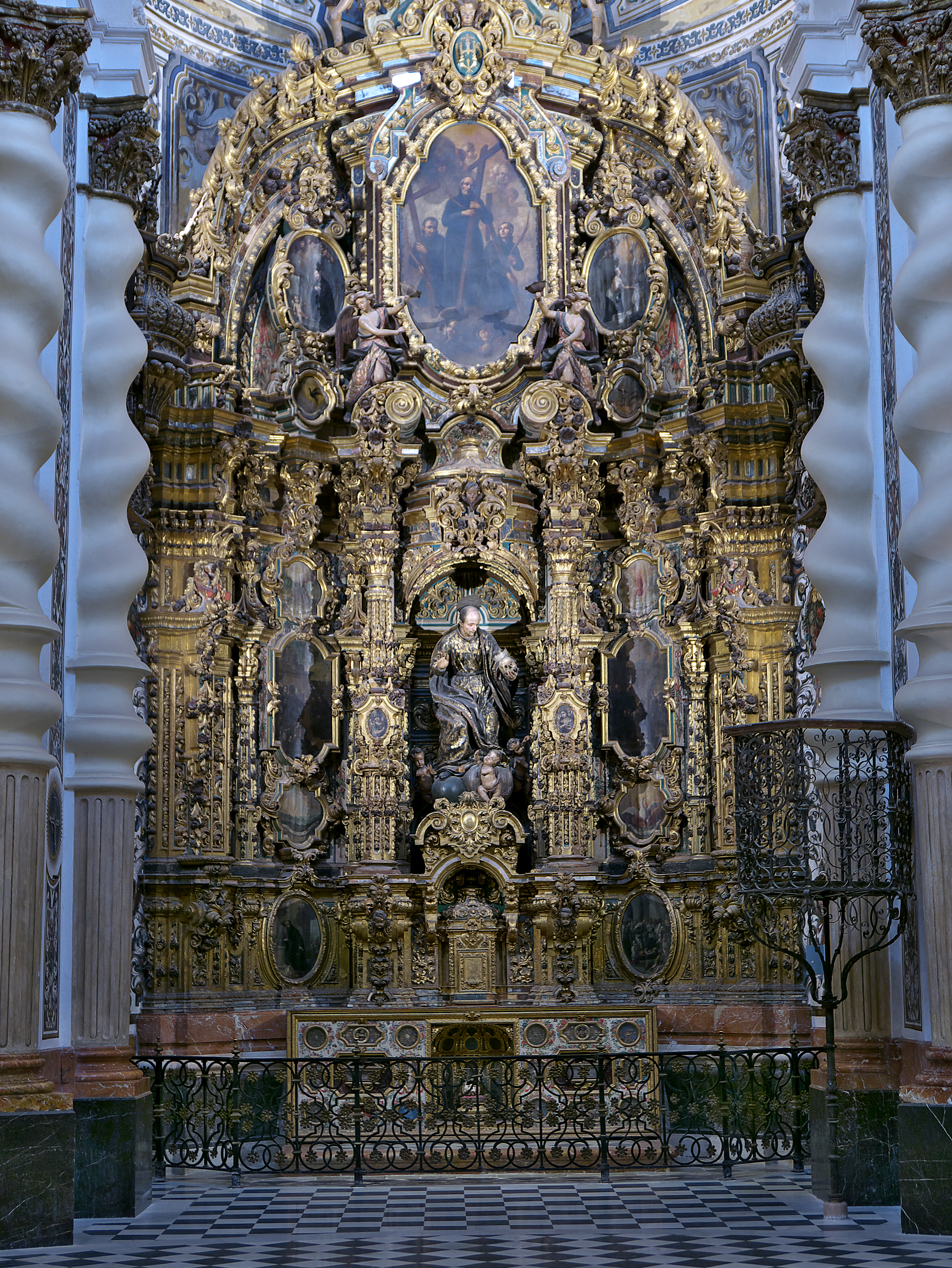
Retablo de san Francisco de Borja. Iglesia de san Luis de los Franceses, Sevilla

Cuando se encontraba en la cúspide de su fama, fue distinguido por la reina Isabel de Farnesio con el título de estatuario de cámara, coincidiendo con la estancia de los monarcas en Sevilla durante el llamado Lustro Real (1729-1733). En el decenio de 1730 la mayor parte de las comisiones artísticas promovidas por el cabildo catedralicio y el arzobispo Salcedo fueron confiadas a Duque Cornejo. Así, en estos años realizó para el templo metropolitano el pequeño retablo de la capilla de la Asunción, las esculturas del nuevo retablo de la capilla de San Leandro y dirigió las importantes obras de remodelación de la capilla de Nuestra Señora de la Antigua. Su intervención en este espacio consistió, por un lado, en la ampliación del primitivo retablo de mármoles, al que añadió dos calles laterales y un segundo cuerpo, y, por otro, en la ejecución en piedra del sepulcro parietal del arzobispo Salcedo, cuyo diseño imita el sepulcro renacentista del arzobispo Diego Hurtado de Mendoza, situado en el lado contrario de la capilla.   
En 1733, el arzobispo Luis de Salcedo también encargó a Duque Cornejo la traza del retablo mayor de la parroquia de Nuestra Señora de la Consolación de Umbrete, cuya ejecución corrió a cargo del arquitecto de retablos Felipe Fernández del Castillo, aunque las esculturas de este altar y de los retablos colaterales de la iglesia fueron suministradas taller de Duque Cornejo. Entre otros trabajos destacables realizados para la ciudad de Sevilla en esta década, merecen recordarse su intervención en la portada pétrea del Real Colegio Seminario de San Telmo, la dirección del programa decorativo de la capilla sacramental de la parroquia de Santa Catalina, donde se ocupó personalmente de pintar siete medallones al óleo representando a ángeles con atributos eucarísticos, y la ejecución de algunas esculturas como los Ángeles lampareros de la iglesia del Hospital de la Caridad (1733), el San José que presidía la capilla de la Casa Cuna (1733-1734) o la Inmaculada Concepción para la hermandad de los Burgaleses del convento San Francisco Casa Grande (1736), hoy conservada en la iglesia del Santo Ángel de Sevilla.
Duque Cornejo solo trabajó de forma puntual para las hermandades penitenciales, aunque renovó buena parte del patrimonio escultórico de la hermandad de Nuestra Señora de la Soledad de Écija, destacando la hechura del paso procesional de la dolorosa (1733-1740). En 1737 también se le documenta un crucificado de carácter procesional para Ronda, el denominado Cristo de la Sangre, que, por su condición de obra segura, ha servido para atribuirle otros crucificados como el Cristo de Burgos de Chucena. La ejecución de un misterio de la Flagelación para la localidad de Jerez de los Caballeros se presupone más tardía.
En la década de 1740, Duque Cornejo estrechó sus contactos con la comunidad del monasterio de la Cartuja de Nuestra Señora de las Cuevas, donde llegó a pasar temporadas de retiro. De los diversos trabajos que realizó para este cenobio subsisten dos lienzos representando a San Hugo de Grenoble y San Esteban de Die, que fueron pintados junto a otros tres cuadros para decorar la celda prioral y hoy se conservan en el Palacio Arzobispal de Sevilla. En 1743 realizó una Dolorosa de vestir de pequeño formato para la hermandad del Perdón de Sevilla, hoy en paradero desconocido. Las últimas obras que acometió en su ciudad natal se corresponden con las esculturas del retablo mayor del monasterio de San Leandro, contratadas en 1747, aunque se ha especulado con la posibilidad de que también diseñara el retablo que las acoge.

### Córdoba (1748-1757)

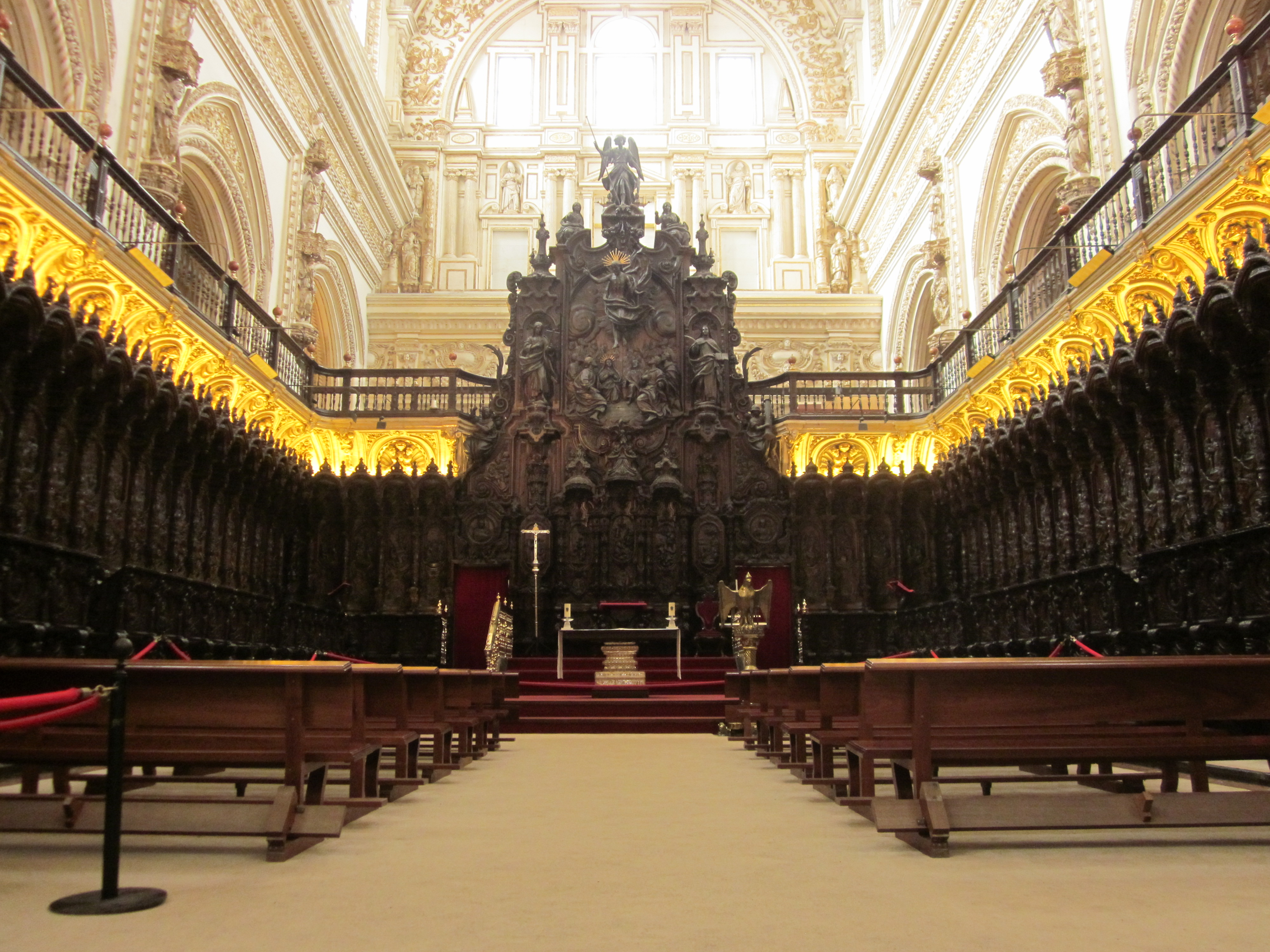

En 1747 Duque Cornejo se alzó ganador en el concurso convocado por la cabildo de la catedral de Córdoba para ejecutar una nueva sillería del coro de la catedral, aunque su traslado efectivo a esta ciudad no se produjo hasta el año siguiente. El conjunto consta de un centenar de sillas de imaginativo diseño, realizadas en madera de caoba y distribuidas en dos niveles. Los respaldos de la sillería alta se decoran con relieves de la vida de Cristo y de la Virgen, y otros más pequeños del Antiguo Testamento; los de la sillería baja, en cambio, muestran un martirologio cordobés. En el centro aparece el colosal trono del obispo, coronado por el apoteósico grupo de la Ascensión de Cristo. A pesar de la envergadura de la empresa, Duque volvió a demostrar sus dotes para dirigir un amplio equipo de escultores y entalladores sin que por ello se adviertan grandes desigualdades estilísticas o cualitativas.
De hecho, durante esta postrera etapa el artista fue capaz de afrontar otros muchos trabajos para Córdoba y alrededores. Así, por encargo del obispo Miguel Vicente Cebrián realizó el retablo mayor y los dos colaterales de la capilla del palacio episcopal, y dio la traza para el retablo de la parroquia de San Andrés, suministrando también sus esculturas. En 1754 llegó incluso a realizar una breve visita a Jaén por invitación del obispo fray Benito Marín, quien deseaba que el artista realizara un retablo para su capilla de enterramiento de la catedral (la de San Benito) y un conjunto de tabernáculo y retablos para la cabecera de la parroquia de San Ildefonso. Sin embargo, por su avanzada edad el maestro solo alcanzaría a ejecutar el tabernáculo en su taller cordobés, proporcionando las trazas para el resto de altares. En 1755 realizó la escultura de Santiago en la batalla de Clavijo para la capilla dedicada al santo en la colegiata de San Hipólito de Córdoba, por encargo del conde de Oñate.
Duque Cornejo falleció en Córdoba el 3 de septiembre de 1757, apenas unas semanas antes de la inauguración de la sillería catedralicia. A pesar de esta fatal circunstancia, el cabildo honró su memoria disponiendo su entierro en el interior del templo y costeó una lujosa lápida donde se grabó su escudo de armas en reconocimiento de su hidalguía y se inmortalizó para siempre su condición de “célebre profesor de la arquitectura, pintura y escultura”. En el siglo XX, la tumba fue trasladada al centro del coro.